# معركة هيليون وليموشير
شهدت معركة هيليون وليموشير (باليونانية: Μάχη στο Υέλιον και Λειμόχειρ)‏ الدمار الكامل تقريبًا من قِبل البيزنطيين للجيش التركي السلجوقي الكبير. كان الجيش السلجوقي يداهم الأراضي البيزنطية في وادي مينيدر في الأناضول، ونهب عددًا من المدن. نصبت القوة البيزنطية كمينًا للأتراك عند معبر نهر.

## خلفية
في أعقاب هزيمة الإمبراطور مانويل كومنينوس في معركة ميريوكيفالون (1176)، فشل البيزنطيون في تنفيذ جميع الشروط، ولا سيما تدمير القلاع الحدودية، التي طالب بها السلطان السلجوقي قلج أرسلان الثاني كشرط أساسي لوقف الأعمال العدائية. تم إرسال جيش كبير من الفرسان السلجوقيين، بما في ذلك الرحل التركمان المساعدين، إلى الأراضي البيزنطية، في وادي مينيدر في غرب الأناضول، في غارة انتقامية. انطلق جيش بيزنطي بقيادة الجنرال يوحنا كومنينوس فاتاتزيس، ابن شقيق الإمبراطور، من القسطنطينية مع تعليمات لاعتراض الغزاة السلجوقيين. أُعطى فاتاتزيس جنرالين آخرين بصفتهما مرؤوسيه، قسطنطين دوكاس ومايكل أسبيتيس، وتمكن من التقاط التعزيزات أثناء تحرك جيشه عبر الأراضي البيزنطية.

## المعركة

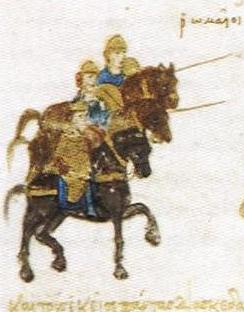
سلاح الفرسان البيزنطي من مخطوطة "Skylitzes".

تاريخ المعركة غير معروف، وقد نُسبت بشكل عام إلى عام 1177 على أساس موقعها في سرد نيكيتاس شوناتس.
قام الأتراك، الذين كانت لديهم أوامر بتدمير وادي مينيدر حتى شاطئ البحر، أقال المستوطنات البيزنطية تراليس، أنطاكية، لوما وبانتاشير. نتيجة لهذه النجاحات، تم تحميلهم بالنهب، بما في ذلك، بشكل شعري، مياه البحر والمجذاف ورمل الشاطئ. كانت هذه الأعباء ستؤدي إلى إبطاء تقدمهم بشكل كبير وتقليل حركتهم التكتيكية. كان الجيش السلجوقي عائدًا نحو الأراضي التركية عندما اقترب من «نقطة الاختناق» في رحلته حيث عبر الطريق السريع الشرقي الكبير نهر مينيدر عن طريق جسر (ربما يكون مدمرًا أو شبه مهجور) بالقرب من قرى أو حصون هيليون وليموشير. اختبأ البيزنطيون وانقسموا إلى فيلقين، يفصل بينهما النهر. وقبضوا على الجيش السلجوقي في كمين عندما عبروا جزئيًا النهر ودمروه كقوة مقاتلة.
لعبت القوات البيزنطية الخفيفة دورًا بارزًا في المعركة. تم نشرهم على أرض مرتفعة ووصفوا بأنهم يمطرون الصواريخ على السلاجقة شبه العاجزين. سقط العديد من الجنود السلجوقيين في النهر وغرقوا. قائد السلاجقة، والمعروف باسم «أتاباكوس» في اليونانية مصادر الواضح أن حامل لقب أتابك—حاول مساعدة قواته في عبور النهر من خلال حشد أكثر تسليحًا من فرسانه ومهاجمة البيزنطيين. بعد أن فشل هذا الهجوم، حاول إنقاذ نفسه بالسباحة عبر النهر مع حصانه. لكن عندما وصل إلى الشاطئ المقابل، قُتل على يد جندي من ألان من القوة البيزنطية. بعد وفاة قائدهم، هربت القوات السلجوقية في حالة من الفوضى، وغرق عدد كبير منهم في النهر. يوضح شوناتس أن قلة فقط من بين عدة آلاف كانت قادرة على إنقاذ نفسها. على الجانب البيزنطي سقط الجنرال ميخائيل اسبيتيس. لقد غرق في الطريق عندما ألقاه حصانه الجريح.

## ما بعد المعركة

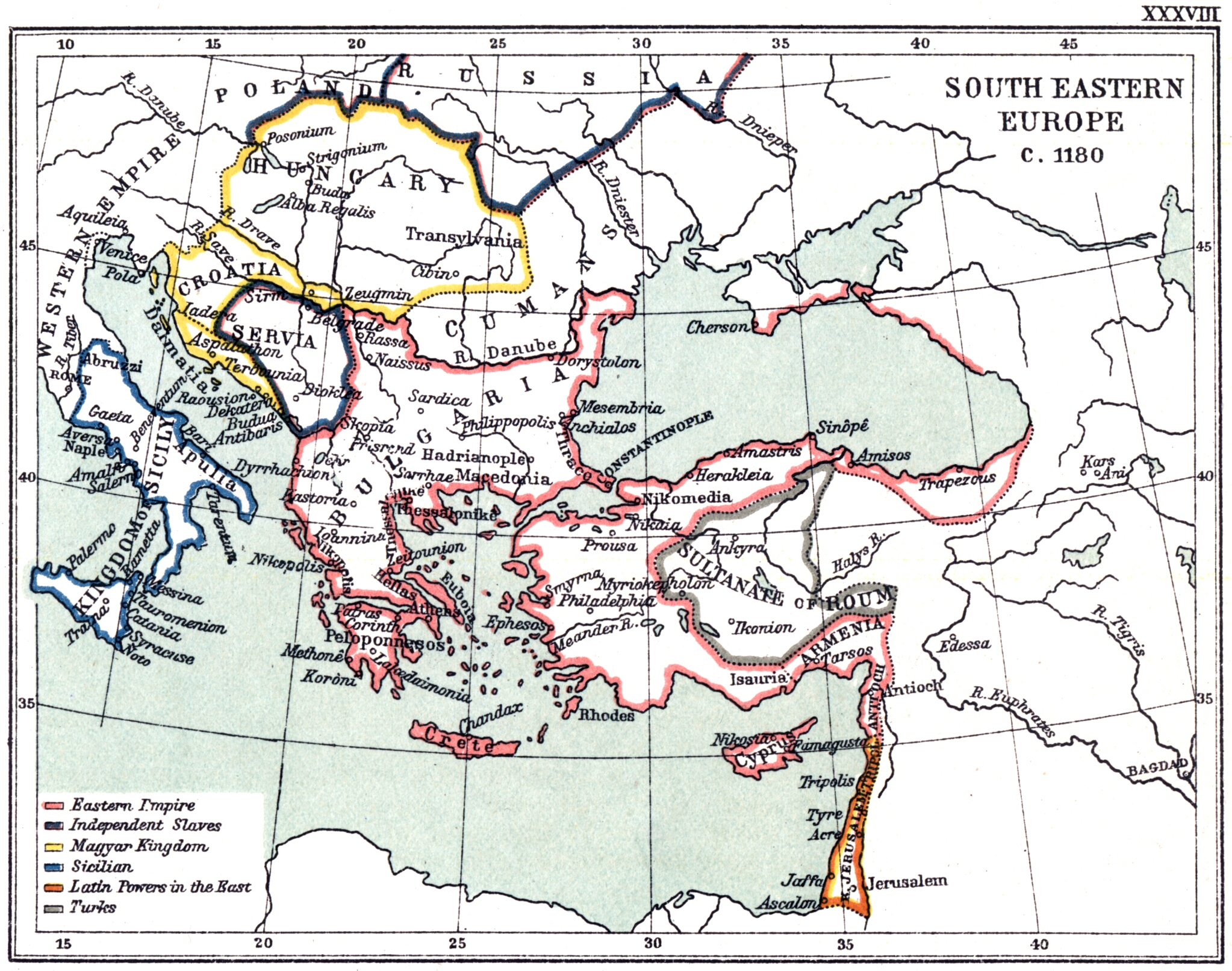
خريطة للإمبراطورية البيزنطية توضح موقع نهر مينيدر.

كانت المعركة انتصارًا بيزنطيًا مهمًا وأبرزت مدى محدودية الآثار المباشرة للهزيمة البيزنطية في ميريوكيفالون على سيطرة الإمبراطورية على ممتلكاتها في الأناضول. أعقب النصر البيزنطي حملات عقابية ضد البدو التركمان المستقرين حول وادي مينيدر الأعلى.
الاستراتيجية البيزنطية في هذه المعركة، نصب كمين لجيش مهاجم في رحلة العودة عندما يتم إبطائها بالنهب والأسرى، هي بالضبط ما تم وصفه في الأطروحات العسكرية البيزنطية السابقة، مثل تكتيكا ليو السادس (886-912). يشير هذا إلى احتفاظ القادة البيزنطيين بالمعرفة بالاستراتيجيات العسكرية الناجحة في الماضي.
توفي الإمبراطور مانويل عام 1180؛ كان ابنه وخليفته ألكسيوس الثاني كومنينوس قاصرًا، وكانت الإمبراطورية محكومة بوصاية مقسمة. بدون الوجود القوي لمانويل، عادت الميزة العسكرية في الأناضول إلى السلاجقة. غزا السلطان قلج أرسلان الإمبراطورية في 1182، عندما تم تشتيت انتباه بيزنطة بسبب انقلاب أندرونيكوس الأول كومنينوس ابن عم ألكسيوس، وبعد حصار كوتايوم استولت على بلدتي سوزوبوليس و‌كوتاهية.